# Ford Bronco

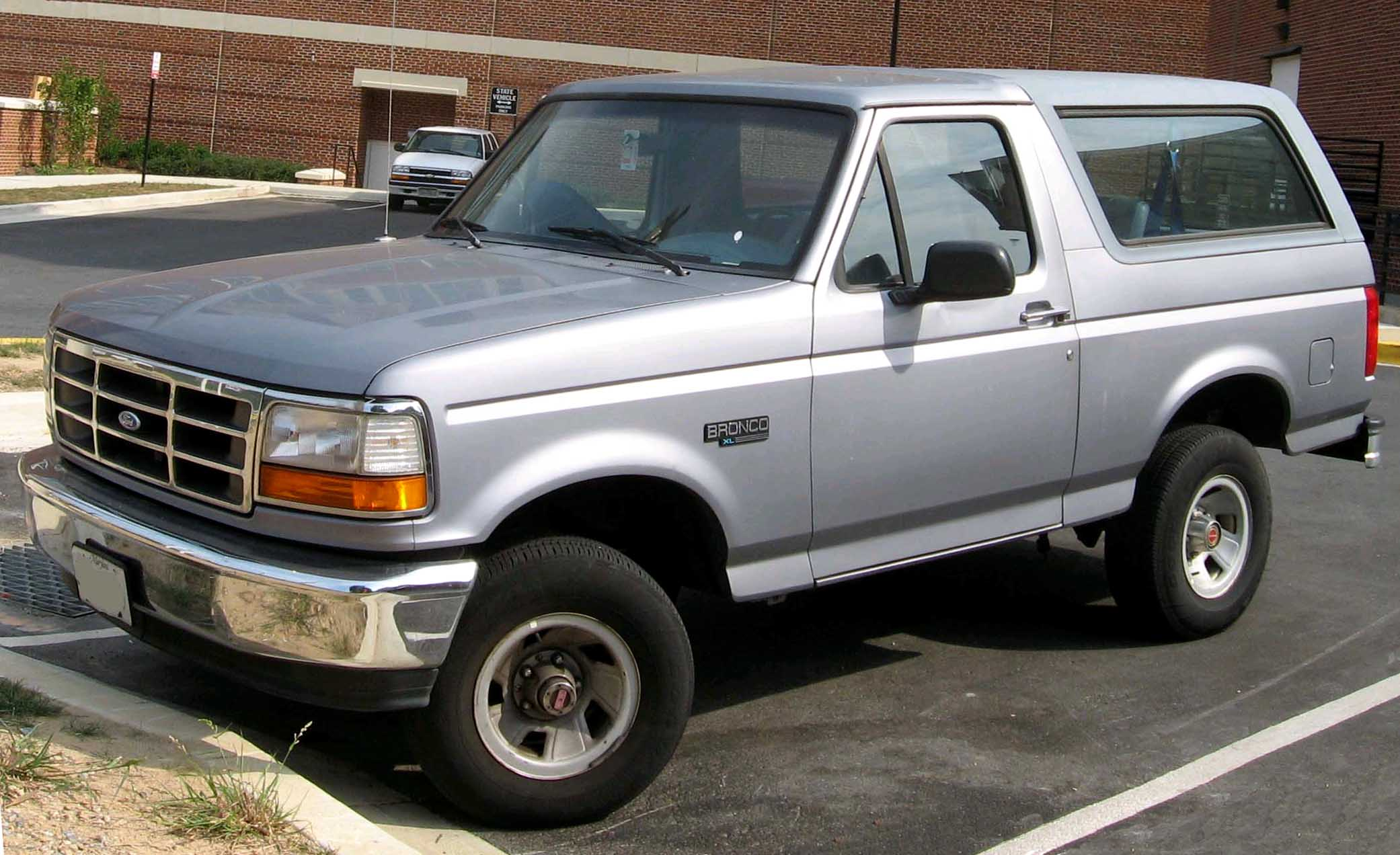
Ford Bronco XL (1992–1996)

Der Ford Bronco ist ein Geländewagen, der zunächst von Ford von 1966 bis 1996 in fünf Modellgenerationen überwiegend als dreitüriger Kombi gefertigt wurde und in späteren Jahren zur Fahrzeugklasse der Sportlichen Nutzfahrzeuge (SUV) gezählt wurde. 2020 präsentierte Ford eine Neuauflage der Baureihe.
Eingeführt wurde er, um in den USA vor allem mit den etablierten Modellen Jeep CJ-5 und International Harvester Scout zu konkurrieren. Seit 1978 basierte er auf den Lastwagen der Ford F-Serie und trat nun gegen die größeren Chevrolet Blazer, Jeep Cherokee und Dodge Ramcharger an. So kann man die Bronco-Modelle unterteilen in den kompakteren frühen Bronco (1966–1977), die vier Generationen großer Broncos (1978–1996) und den weniger großen Bronco II. Jeder in diesen 30 Jahren von Ford gebaute Bronco hatte eine hintere Starrachse und – außer im Bronco II, wo Allradantrieb bloße Option war – Vierradantrieb und eine Geländeuntersetzung.
Die großen Broncos und ihr Nachfolgemodell Expedition wurden im Ford-LKW-Werk in Wayne (Michigan) hergestellt.

## 1966–1977 (Früher Bronco)
Der erste Bronco war ein Geländewagen, der vorwiegend mit dem Jeep CJ und dem International Harvester Scout konkurrieren sollte. Die geringe Größe mit 2.337 mm Radstand prädestinierte ihn für Geländeeinsätze und andere spezielle Anwendungen. Als Zugfahrzeug war er weniger geeignet. Er war der erste Kompakt-SUV von Ford; in diesem Segment folgten ihm nach Unterbrechungen der Bronco II (1984–1990) und der Escape (seit 2001).
Die erste Idee für ein solches Fahrzeug entwickelte der Ford-Produktmanager Donald N. Frey, der auch den Mustang konzipiert hatte. Unter Lee Iacocca wurde das Fahrzeug realisiert.
Der Bronco wurde unter Paul G. Axelrad entworfen. Achsen und Bremsen stammten vom F-100 mit Vierradantrieb, die Vorderachse war davon abweichend von einem Panhardstab und zwei Schubstreben geführt, die am Rahmen nahe am hinteren Ende des Getriebes aufgehängt waren. Deshalb konnten Schraubenfedern statt Blattfedern verwendet werden, weshalb der Bronco einen kleinen Wendekreis (10,4 m) und eine besonders im Schnee praktische Anti-Dive-Geometrie hatte. Die Hinterradaufhängung war konventionell und bestand aus einer an Längsblattfedern geführten Starrachse mit Kardanwelle („Hotchkiss-System“). Ein Dana-Verteilergetriebe und Freilaufnaben gehörten zur Grundausstattung; eine verstärkte Radaufhängung war gegen Aufpreis erhältlich.
Anfangs wurde der Bronco von einem Ford-Reihensechszylinder mit hängenden Ventilen und 2,8 Litern Hubraum angetrieben, der mit einer größeren Ölwanne, einer kräftigeren Kraftstoffpumpe und einem Vergaser mit neigungskompensierter Schwimmerkammer ausgestattet war.
Das Styling wurde der Praktikabilität und der Wirtschaftlichkeit untergeordnet. Daher waren alle Scheiben nicht gebogen, die Stoßfänger bestanden aus einfachen U-Eisen und der Fahrzeugrahmen war eine einfache Leiterkonstruktion mit Rechteckrohren. Die Türblätter waren mit Ausnahme der Montageöffnungen identisch.
Der Bronco wurde zunächst als geschlossener Kastenwagen, als Pritschenwagen oder als offener Wagen angeboten. Die wenig gefragte offene Version verschwand bald aus der Modellpalette. Stattdessen wurde ein Sportpaket angeboten, das später zu einer separaten Modellreihe wurde.
Der Grundpreis betrug nur 2.194 US-$. Die lange Aufpreisliste enthielt Einzelsitze vorne, eine Rückbank, einen Drehzahlmesser und CB-Funk und praktische Zubehörteile wie eine Abschleppstange, einen Reservekanister, einen Nebenabtrieb, einen Schneepflug, eine Winde und einen Erdbohrer. Andere Lieferanten boten Wohnaufbauten, Overdrive und Zubehör wie Räder oder Fahrwerks- und Motorenteile zur Leistungssteigerung an.
Der Bronco verkaufte sich im ersten Jahr gut. 23.776 Exemplare wurden hergestellt. Er blieb auf dem zweiten Platz hinter dem CJ-5, bis der größere Chevrolet Blazer 1969 vorgestellt wurde. Der Blazer hatte mehr Platz, Leistung und Ausstattung und eine größere Auswahl an Sonderausstattungen wie Automatikgetriebe und Servolenkung und fand daher mehr Zuspruch.
Ford begegnete dem mit einer Vergrößerung der als Sonderausstattung erhältlichen V8-Maschine von 4.736 cm³ / 200 bhp (147 kW) auf 4.949 cm³ / 205 bhp (151 kW), erreichte aber die Leistungswerte des Blazer mit 5.735 cm³ / 255 bhp (187,5 kW) nicht. Ab 1973 gab es gegen Aufpreis Automatikgetriebe und Servolenkung und die Verkaufszahlen stiegen auf 26.300 Exemplare. Zu dieser Zeit verkaufte sich der Blazer aber doppelt so oft und International Harvester brachte den Scout II heraus, der dem Blazer in der Größe glich. Ab 1974 war ein größerer und komfortablerer Wagen wie der Jeep Cherokee für den durchschnittlichen US-amerikanischen Fahrer sinnvoller als der eher rustikale Bronco. Die geringen Verkaufszahlen des Bronco (230.800 Exemplare in zwölf Jahren) ließen keinen finanziellen Spielraum für Überarbeitungen. So blieb er bis zur Präsentation des größeren Nachfolgers grundsätzlich unverändert und seine Verkaufszahlen fielen im letzten Produktionsjahr 1977 auf 14.546 Einheiten.

### Wettbewerbserfolge
1965 baute der Rennwagenbauer Bill Stroppe für Ford eine Reihe von Broncos für lange Geländewettbewerbe auf. In Zusammenarbeit mit dem von Ford häufig bevorzugten Rennteam Holman-Moody dominierten die Stroppe/Holman/Moody-(SHM)-Broncos die Mint 400, die Baja 500 und die Mexican 1000 (die später in Baja 1000 umbenannt wurde). 1969 ließ SHM wieder sechs Broncos bei der Baja 1000 starten. 1971 boten Ford-Händler Broncos mit einem sogenannten „Baja Bronco“-Paket an, das teilweise von Stroppes Design abgeleitet war. Es umfasste eine sehr direkte Servolenkung, ein Automatikgetriebe, Kotflügelverbreiterungen, die die Gates Commando-Reifen verdeckten, einen Stabilisator, verstärkte Stoßfänger, ein gepolstertes Lenkrad und eine besondere rot-weiße bzw. blau-schwarze Lackierung. Bei einem Preis von 5.566,-- US-$ (gegenüber 3.665,-- US-$ für einen normalen Bronco mit V8-Motor) wurden in den folgenden vier Jahren allerdings nur 650 Exemplare dieser Version verkauft.
1966 bewältigte ein Bronco-Dragster, der von Doug Nash aufgebaut wurde, die Viertelmeile in 9,2 Sekunden bei einer Höchstgeschwindigkeit von 240 km/h.

## 1978–1979 (Großer Bronco)
Die Überarbeitung des Bronco 1978 basierte auf dem F-100. Von ihm wurden viele Komponenten von Fahrgestell, Antrieb und Karosserie übernommen und der Vorderwagen war sichtbar von diesem Lastwagen abgeleitet. Es gab ihn mit runden oder rechteckigen Sealed-Beam-Scheinwerfern. Ford hatte mit der Entwicklung bereits 1972 unter dem Namen Short Horn begonnen; die Einführung hatte sich jedoch durch die Diskussionen der Ölkrise Mitte der 1970er-Jahre verzögert. Durch die gewachsene Baugröße konkurrierte der Wagen inzwischen mit Fahrzeugen wie dem Chevrolet Blazer / GMC Jimmy, dem Dodge Ramcharger / Plymouth Trailduster, dem Jeep Grand Wagoneer und dem Toyota Land Cruiser. Basismotor war der 351M (5.752 cm³), auf Wunsch gab es auch einen 400 (6.555 cm³). Eine Ford-9-Hinterachse und eine Dana-44-Vorderachse in Verbindung mit dem als „unzerstörbar“ geltenden Fahrzeugrahmen des F-100 rief ein traumhaftes Presseecho hervor. 1979 wurden ein Abgaskatalysator und weitere emissionsmindernde Maßnahmen eingeführt.
Heute findet man schwer einen Bronco von 1978 oder 1979, da diese auf den Lieferwagen der F-Serie (1973–1979) basieren, die die Übergangsgeneration von den kleinen zu den großen Broncos repräsentieren. Er zählt zu den meistgesuchten großen Broncos wegen der vorderen Starrachse, die ihn für den Geländeeinsatz und als Zugfahrzeuge besonders geeignet machen.

## 1980–1986
1980 wurde der Bronco wie seine Basis, die F-Serie grundlegend überarbeitet und blieb bis 1986 hinsichtlich Karosserie, Antrieb und Fahrwerk unverändert. Diese Generation war kürzer und erfuhr einige Änderungen kosmetischer Art sowie an Antrieb und Chassis. Am Fahrwerk fielen die beiden Längslenker und die Einzelradaufhängung vorne auf. Hinten blieb es – wie bei allen Bronco – bei der Starrachse.
Auf Grund der geringeren Dimensionen des Modells und zur Benzineinsparung bot Ford als Grundmotorisierung einen Reihensechszylinder mit 4.916 cm³ Hubraum an. Obwohl dieser Motor ein höheres Drehmoment als der 5,0-Liter-V8 brachte, war die Leistung durch den Einsatz eines Einfachvergasers und eines einzügigen Auspuffsammlers begrenzt. Eine elektronische Emissionsbegrenzung verringerte ab 1984 seine Leistung nochmals. Ford verbaute in die Modelle die noch vorhandenen 351M-Motoren, bevor man mitten im Modelljahr 1982 zum 351W wechselte. Eine Hochleistungsversion des 351W war ab 1984 bis in das Modelljahr 1987 auf Wunsch erhältlich. Sie leistete 210 bhp (157 kW) bei 4.000/min, während der Standardmotor mit Einfachvergaser nur 156 bhp (116 kW) bei dieser Drehzahl abgab. Der 5,0-Liter-Motor war der erste, der ab dem Modelljahr 1986 mit Saugrohreinspritzung angeboten wurde.
1982 führte Ford wieder die „Ford-Pflaume“ als Logo ein. Sie ersetzte den Schriftzug FORD auf der Motorhaube. Gegen Mitte der 1980er-Jahre bot Ford eine Eddie-Bauer-Edition mit brauner Lackierung und einer braunen Innenausstattung an. 1986 entfielen die klassischen rechteckigen Außenspiegel.
Diese Bronco-Generation wurde durch die Ford-Werke AG Köln über interessierte Händler kurz auch in der Bundesrepublik Deutschland vertrieben. So wurde 1981 ein Modell mit dem 4942-cm3-V8-Motor angeboten, für das eine Länge von 4,51 m, eine Breite von 1,99 m, eine Leistung von 104 kW (142 PS; 140 hp) bei 3600/min und eine Höchstgeschwindigkeit von 145 km/h angegeben, die serienmäßige Ausstattung mit Automatik-Getriebe und Servolenkung hervorgehoben und auf Wunsch eine Anhängevorrichtung für eine Zuglast von bis zu 2,7 Tonnen und ein Tank für 121 Liter erhältlich war.

## 1987–1991
1987 wurden Karosserie und Antrieb des großen Bronco überarbeitet, da diese immer noch auf der F-Serie basierten. Ein neuer, aerodynamischerer Stil zeigte sich an vielen Ford-Fahrzeugen dieses Modelljahres. Ab 1988 wurden alle Bronco-Modelle mit einer elektronischen Benzineinspritzung verkauft, die zuerst beim 5 Liter – Motor 1986 eingeführt worden war. Ab 1990 bot Ford das neue, verstärkte E4OD-Getriebe an. 1991 gab es eine spezielle 25th Silver Anniversary Edition mit besonderen Firmenemblemen, in roter Lackierung und mit grauer Lederausstattung. Alle Fahrzeuge entstanden im Ford LKW-Werk in Wayne (Michigan) auf denselben Produktionsbändern wie der F-150.

## 1992–1996
1992 wurde der Bronco wie die F-Serie erneut und vor allem im Hinblick auf seine Sicherheit überarbeitet. Er erhielt eine verbesserte vordere Knautschzone, Schultergurte hinten, ein drittes Bremslicht am abnehmbaren Aufbau und 1994 Airbags auf der Fahrerseite. Kosmetische Änderungen umfassten außen eine geneigte Frontpartie und innen ein neues Armaturenbrett. Erstmals wurden auch elektrisch verstellbare Außenspiegel angeboten. 1996 erhielt der Bronco weltweit als erstes Auto Blinkleuchten in den Seitenspiegeln.

## Bronco Centurion
Seit den 1980er-Jahren gab es den Bronco in den USA auch mit fünf Türen ähnlich wie beim Chevrolet Suburban. Dazu baute das Unternehmen Centurion Vehicles in White Pigeon (Michigan) Pritschenwagen der Ford-F-Serie mit Doppelkabine um: Sie erhielten die Heckklappe vom Bronco und einen Aufbau aus GFK und hatten zusätzlich zur dritten Sitzreihe mehr Platz. Den Centurion gab es auch auf Basis des F-350 mit dem 7,3-Liter-PowerStroke-Turbodiesel oder dem 7,5-Liter-V8-Ottomotor; das machte ihn interessant für Leute, die ein komfortables, stärkeres Zugfahrzeug benötigten.
Der Bronco Centurion war ein Sondermodell auf Kundenwunsch. Er konnte zum Beispiel mit einer dritten Sitzreihe, Einzelsitzen in der zweiten Reihe, einem Fernseher mit Videorekorder und einem eingebauten Radar bestellt werden. Diese Ausführungen sind rar und zu teuer geworden, wenn man von einigen im Norden eingesetzten Wagen absieht, die wegen ihrer schlechten Lackierung an Durchrostungen der Heckklappe leiden.
Im Jahr 2000 führte Ford den oberhalb des Expedition angesiedelten Excursion ein, der den Dimensionen des Centurion-Broncos entsprach.

## Ford Bronco II
Der Ford Bronco II war ein Kompakt-SUV, den Ford 1984 bis 1990 anbot.

## Zwischenzeitliches Produktionsende
Mitte 1996 stellte Ford den Bronco ein. Am Mittwoch, den 12. Juni 1996, verließ der letzte Bronco eskortiert von Jeff Trapps 1970er Bronco die Montagebänder. Ihm folgte das Model Ford Expedition, das mit dem Chevrolet Tahoe konkurrierte.

## Konzeptfahrzeug 2004
Auf der North American International Auto Show 2004 wurde ein Konzeptfahrzeug mit dem Namen Bronco vorgestellt. Die kastenförmige Dachlinie, der kurze Radstand und die runden Scheinwerfer erinnerten an den ersten Bronco. Es hatte jedoch einen 2,0-Liter-Turbodieselmotor und ein Sechsganggetriebe. Im März 2007 dachte man bei Ford noch über seine Serienproduktion nach. Dann wäre er unterhalb des Ford Escape (in Europa Ford Maverick 2001) in die Modellpalette einzuordnen gewesen.

## Seit 2021
Im Rahmen der North American International Auto Show 2017 kündigte Ford an, die Baureihe künftig wieder ins Modellprogramm aufnehmen zu wollen. Die Serienversion wurde schließlich als Drei- und Fünftürer am 13. Juli 2020 vorgestellt. Im Juni 2021 begann die Serienproduktion in Wayne (Michigan). Das Topmodell Raptor wurde am 24. Januar 2022 präsentiert und ist nur als Fünftürer erhältlich. Den Antrieb übernimmt hier ein 312 kW (424 PS) starker Dreiliter-V6-Ottomotor. Anfang Juli 2022 gab Ford bekannt, den Bronco ab Ende 2023 in begrenzter Stückzahl auch in Europa anbieten zu wollen. Im August 2022 präsentierte Ford das Sondermodell Heritage Edition für das Modelljahr 2023. Es ist sowohl als Drei- als auch als Fünftürer erhältlich und je auf 1966 Exemplare limitiert.
Zusätzlich präsentierte Ford ebenfalls am 13. Juli 2020 das auf dem Escape basierende Kompakt-SUV Bronco Sport.

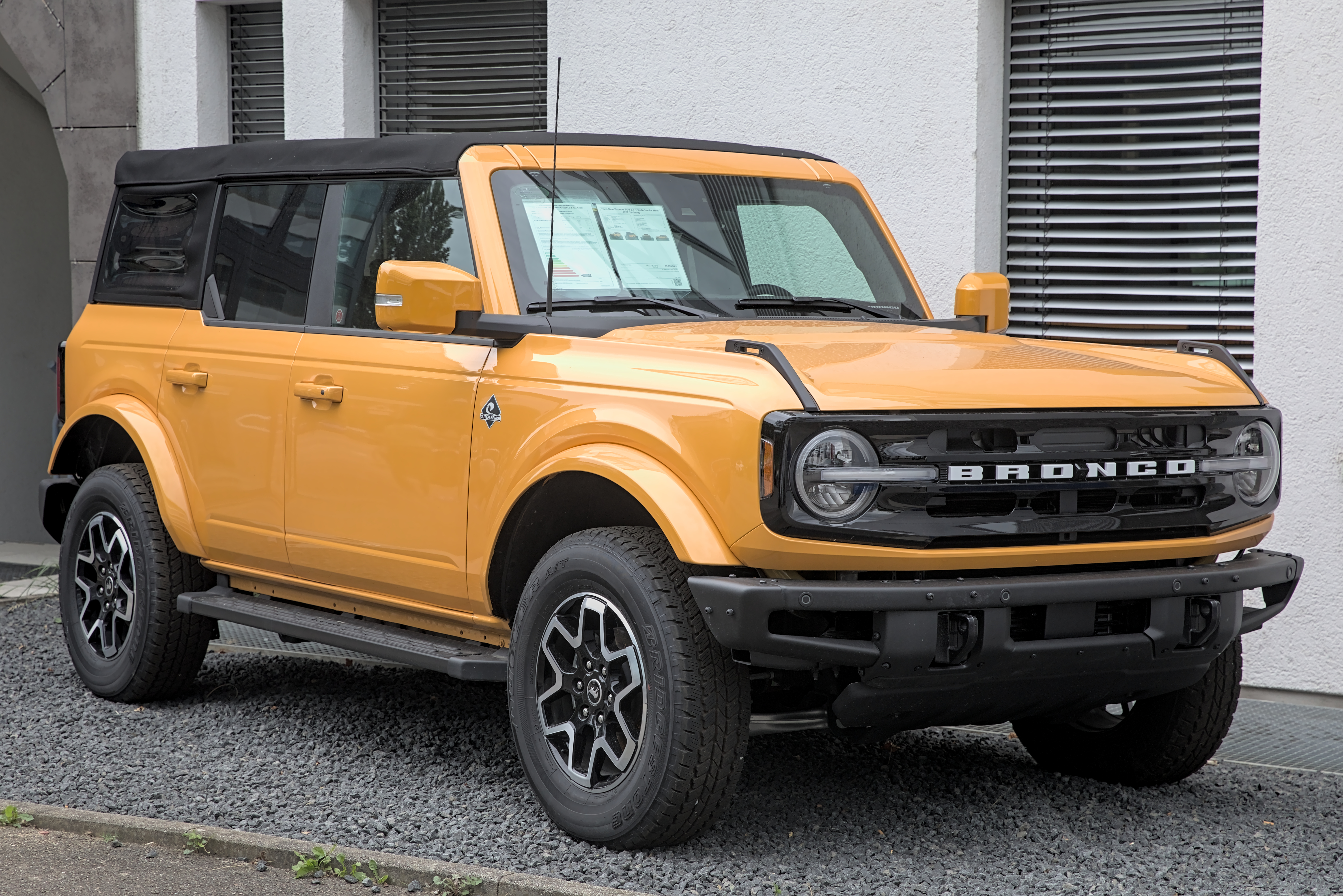
Ford Bronco Outer Banks (seit 2021)
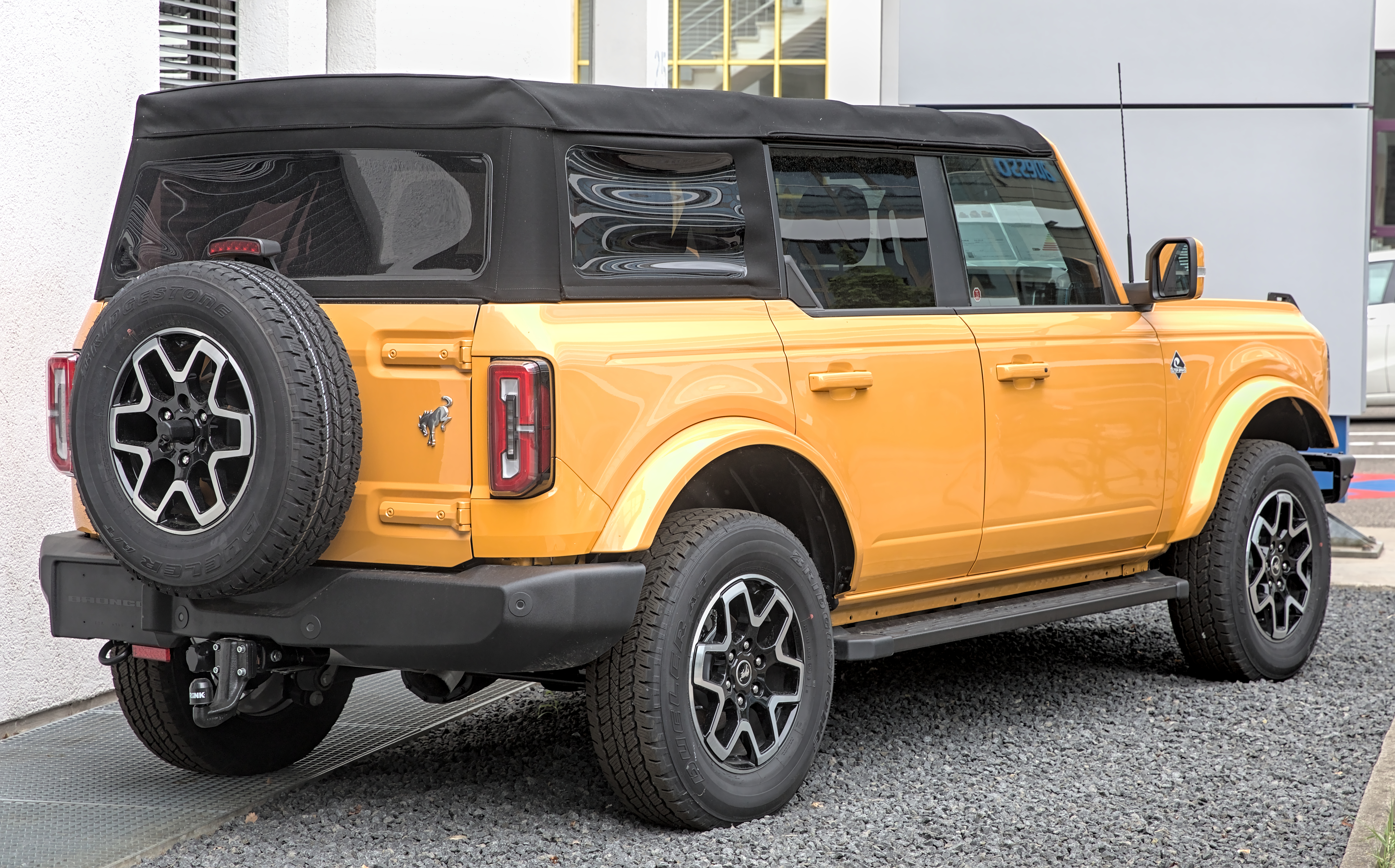
Heckansicht
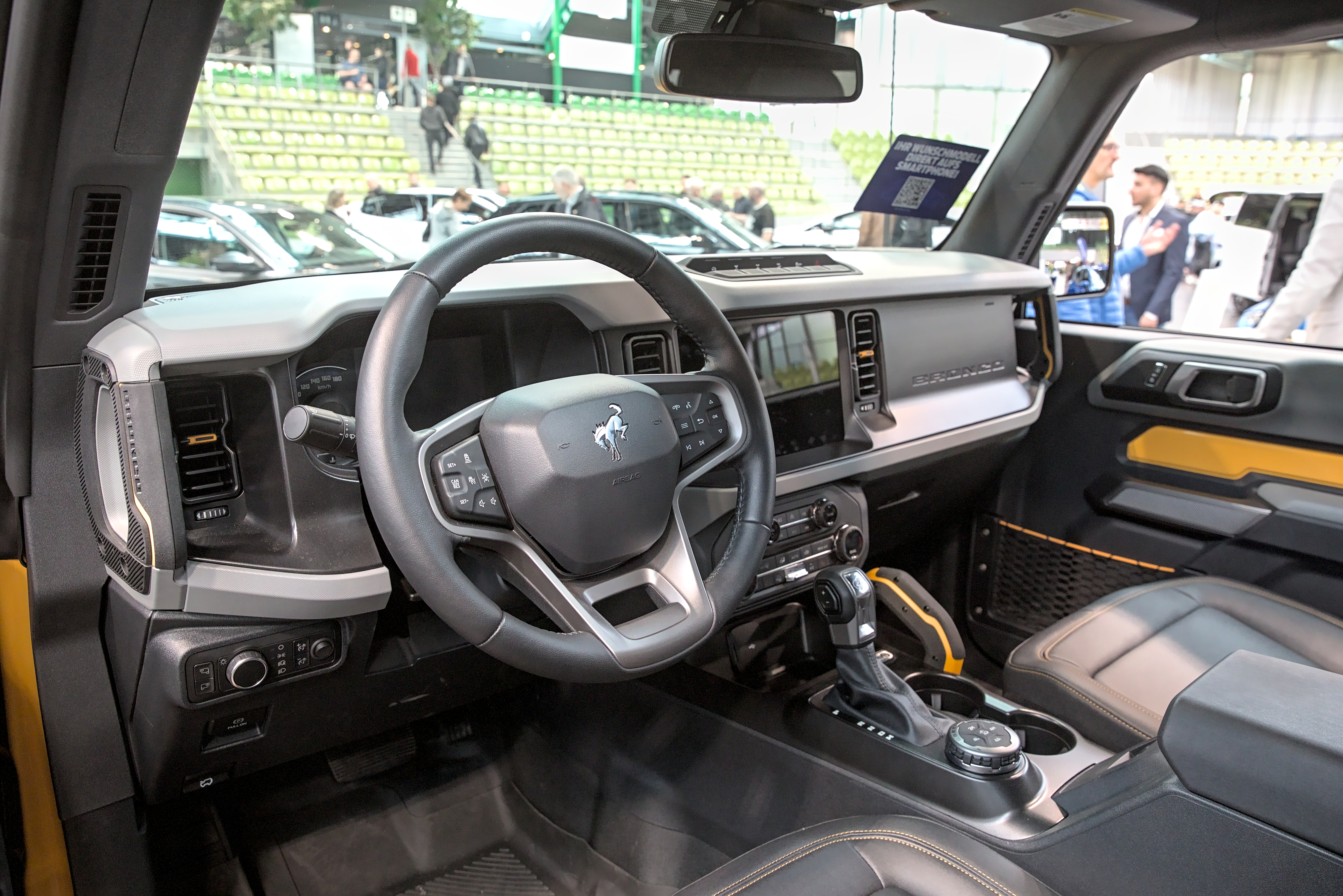
Innenansicht
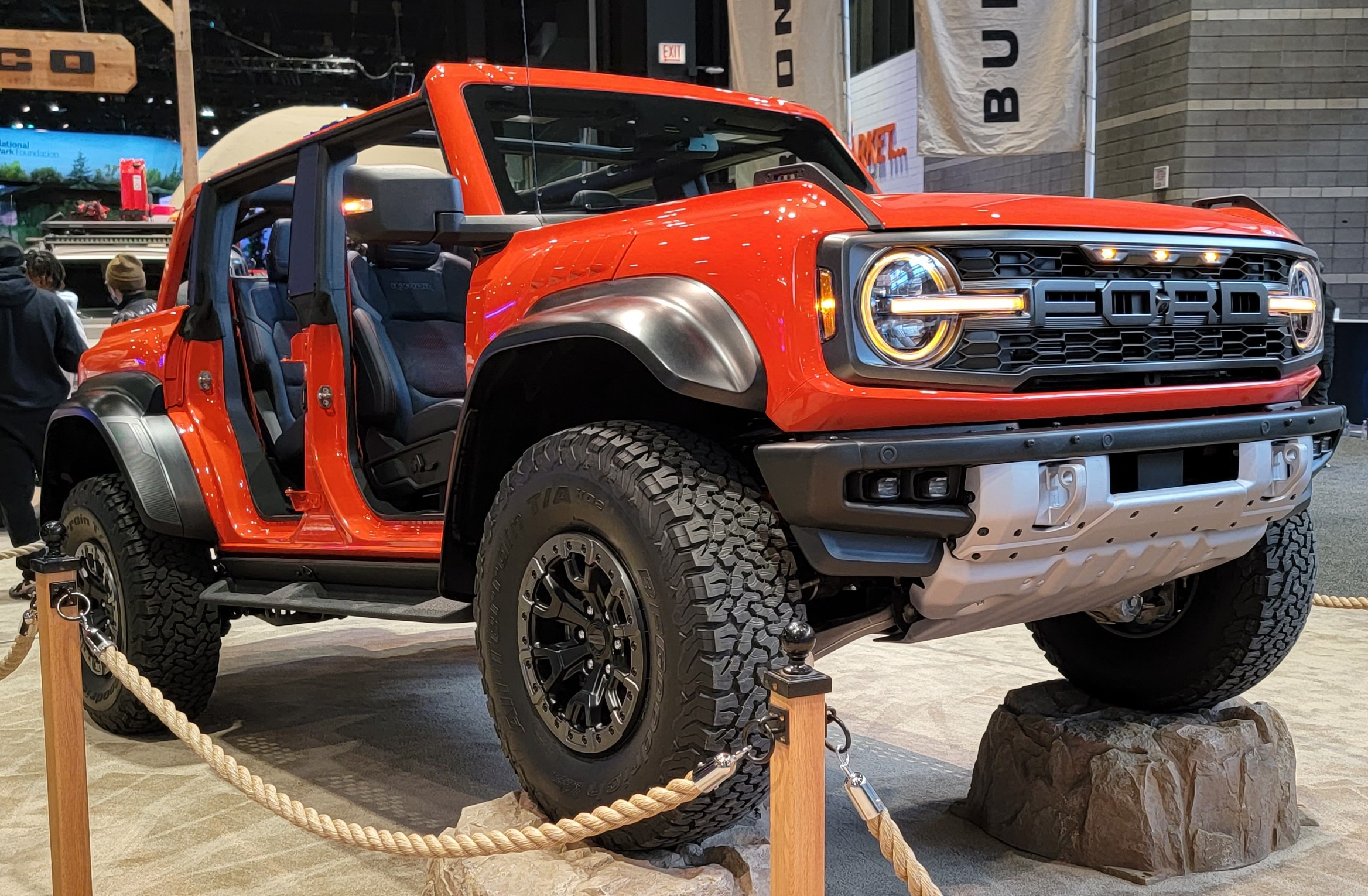
Ford Bronco Raptor (seit 2022)

### Technische Daten
|                                             | 2.3 EcoBoost                | 2.7 EcoBoost (1)            | Raptor 3.0 EcoBoost         |
| Bauzeitraum                                 | seit 06/2021                | seit 06/2021                | seit 05/2022                |
| Motorkenndaten                              |                             |                             |                             |
| Motortyp                                    | R4-Ottomotor                | V6-Ottomotor                | V6-Ottomotor                |
| Hubraum                                     | 2294 cm³                    | 2694 cm³                    | 2956 cm³                    |
| Verdichtungsverhältnis                      | 10,0 : 1                    | 10,0 : 1                    | 10,5 : 1                    |
| max. Leistung bei min−1                     | 224 kW (304 PS)             | 246 kW (335 PS) / 5250      | 312 kW (424 PS) / 5500      |
| max. Drehmoment bei min−1                   | 441 Nm                      | 563 Nm / 3100               | 597 Nm / 3000               |
| Kraftübertragung                            |                             |                             |                             |
| Antrieb, serienmäßig                        | Allradantrieb               | Allradantrieb               | Allradantrieb               |
| Getriebe, serienmäßig                       | 7-Gang-Schaltgetriebe       | 10-Stufen-Automatikgetriebe | 10-Stufen-Automatikgetriebe |
| Getriebe, optional                          | 10-Stufen-Automatikgetriebe | –                           | –                           |
| Messwerte                                   |                             |                             |                             |
| Höchstgeschwindigkeit                       | k. A.                       | 161 km/h                    | k. A.                       |
| Beschleunigung 0–100 km/h                   | k. A.                       | 6,7–7,2 s                   | 5,6 s                       |
| Kraftstoffverbrauch auf 100 km (kombiniert) | k. A.                       | 10,2–10,7 l Super           | k. A.                       |
| CO2-Emission (kombiniert)                   | k. A.                       | 233–244 g/km                | k. A.                       |

## Trivia
- Larry the Cable Guy fährt einen Ford Bronco (1992 oder 1993) in seinem Film Witless Protection.
- Am 17. Juni 1994, als O. J. Simpson vom Los Angeles Police Department wegen der Morde an seiner Ex-Frau und deren Freund gesucht wurde, flüchtete dieser vor seinen Verfolgern in einem 1993er-Modell, das vom Besitzer Al Cowlings gesteuert wurde und auf dessen Rückbank Simpson saß.
- Faye Dunaway und Robert Redford fahren im Film "Die drei Tage des Condor" einen Bronco der ersten Generation.